# Gauliga Silésie
Pour un article plus général, voir Gauliga.
La Gauliga Silésie (en Allemand: Gauliga Schlesien) fut une ligue de football (de Division 1) imposée par le NSRL en 1933.
Dès leur arrivée au pouvoir en mars 1933, Adolf Hitler et le NSDAP imposèrent une réorganisation administrative radicale (voir Liste des Gaue) à l'Allemagne. Administrativement, les"Gaue" Basse-Silésie et Haute-Silésie remplacèrent les anciennes provinces prussiennes du même nom de la République de Weimar.
Après 1939, la Gau de Haute-Silésie incorpora des régions de Haute-Silésie attribuées à la Pologne, après la Première Guerre mondiale
En 1941, cette Gauliga fut scindée en deux Gauligen distinctes: la Gauliga Basse-Silésie et celle de Gauliga Haute-Silésie.
Ces deux Gauligen furent démantelées en 1945.

## Généralités

### Gauliga Silésie
Cette ligue fut créée en 1933 et remplaça l’Oberliga qui couvrait cette région précédemment.
Lors de sa première saison, la Gauliga Silésie compta dix clubs qui s’affrontèrent en aller/retour. Le champion participa à la phase finale du championnat national, jouée par élimination directe. Les deux derniers classés furent relégués. La ligue conserva ce mode de fonctionnement jusqu’en 1939.
À cause du déclenchement de la Seconde Guerre mondiale en septembre 1939, le début de la compétition fut reporté au mois de décembre. De plus, la ligue fut scindée en deux groupes régionaux (l’un de cinq équipes, l’autre de sept) . Ensuite, les vainqueurs de groupe jouèrent une finale aller/retour pour désigner le champion.  Pour la saison 1940-1941, la Gauliga Silésie retrouva le format d’une série unique avec onze clubs, dont certains étaient localisés dans les régions polonaises conquises militairement. Cette saison ne fut pas terminée. Certaines équipes n’avaient joué qu’un match ou deux. La compétition s’arrêta et un champion fut déclaré.
Ensuite, cette Gauliga fut scindée en deux Gauligen distinctes: la Gauliga Basse-Silésie et celle de Gauliga Haute-Silésie.

### Gauliga Basse-Silésie
Cette Gauliga couvrait le territoire de la Gau (et ancienne province prussienne) du même nom. En 1941-1942, cette ligue débuta avec neuf clubs regroupés en une seule division. Pour la saison suivante, le nombre d’équipes passa à dix.
En 1943-1944, la ligue, qui compta le total record de 33 équipes, fut partagée en trois régions elles-mêmes découpées en cinq séries. Les trois champions régionaux jouèrent un tour final pour désigner le champion.
L’avancée de l’Armée rouge vers cette région rendit impossible la pratique du football, la saison 1944-1945 ne se déroula pas.

### Gauliga Haute-Silésie
Cette Gauliga couvrait le territoire de la Gau (et ancienne province prussienne) du même nom. A laquelle la région adjacente conquise à la Pologne fut rattachée. 
La ligue commença avec dix clubs groupés en une seule série. En 1942-1943, le nombre d’équipes fut réduit à neuf mais fut à nouveau de dix l’année suivante. 
En vue de la saison 1944-1945, la Gauliga Haute-Silésie avait de nouveau été ramenée à neuf formations. Mais l’approche des troupes soviétiques provoqua l’annulation des compétitions.

### Après la reddition de l'Allemagne nazie
Après la capitulation sans conditions de l’Allemagne nazie, la région de Silésie fut contrôlée par les Soviétiques.
Les vestiges du Nazisme furent balayés par les Alliés qui ne manquèrent pas (à juste titre) de démanteler le NSRL. Toute l’organisation sportive allemande, y compris celle des fédérations et des clubs dut être réinstaurée. 
Toute cette région fut attribuée à la Pologne, à l'exception d'une petite zone située à l'Ouest de la rivière Neisse (actuel Arrondissement de Haute-Lusace-Basse-Silésienne) qui resta allemand et devint donc peu après une partie de la RDA.
La population allemande subit les conséquences de la politique du IIIe Reich (la minorité polonaise avait été persécutée par les Nazis) et fut à son tour persécutée, massacrée, emprisonnée. Des milliers d'Allemands furent expulsés. Une grande partie de la population originaire de Haute-Silésie (déjà là en 1939) reçut néanmoins le statut d'autochtone et put rester en Silésie.  En Basse-Silésie, où l'écrasante majorité de la population était allemande, la région fut complètement vidée, puis repeuplée par des Polonais expulsés des régions orientales cédées à l'URSS (dont la région de Lvov).  
Du point de vue football, l'administration soviétique provoqua la dissolution de tous les clubs et associations. Les clubs allemands de Silésie disparurent définitivement. .

## Clubs fondateurs de la Gauliga Silésie
Ci-dessous les 11 clubs qui fondèrent la ligue et leur résultats en fin de saison 1932-1933:
- Beuthener SuSV 09, Champion de la Division Basse-Silésie, Champion d’Allemagne du Sud-Est
- SpVgg 02 Breslau
- SC Hertha Breslau
- Vorwärts-Rasensport Gleiwitz
- SC Vorwärts Breslau
- SpVgg Ratibor 03
- SC Preußen Hindenburg
- Breslauer FV 06
- SV 1919 Hoyerswerda
- STC Görlitz, Champion de la Division Oberlausitz

## Champions et Vice-champions de la Gauliga Silésie

### Gauliga Silésie
| Saisons | Champions                      | Vice-champions               |
| 1933-34 | Beuthener SuSV 09              | SpVgg 02 Breslau             |
| 1934-35 | Vorwärts-Rasensport Gleiwitz   | SC Vorwärts Breslau          |
| 1935-36 | Vorwärts-Rasensport Gleiwitz   | SC Preußen Hindenburg        |
| 1936-37 | Beuthener SuSV 09              | Vorwärts-Rasensport Gleiwitz |
| 1937-38 | Vorwärts-Rasensport Gleiwitz   | SpVgg 02 Breslau             |
| 1938-39 | Vorwärts-Rasensport Gleiwitz   | SC Preußen Hindenburg        |
| 1939-40 | Vorwärts-Rasensport Gleiwitz   | Breslauer FV 06              |
| 1940-41 | Vorwärts-Rasensport Gleiwitz * | Germania Königshütte *       |

- * déclaré Champion

### Gauliga Basse-Silésie
| Saisons | Champions          | Vice-champions     |
| 1941-42 | SpVgg 02 Breslau   | LSV Reinecke Brieg |
| 1942-43 | LSV Reinecke Brieg | SpVgg 02 Breslau   |
| 1943-44 | STC Hirschberg     | SpVgg 02 Breslau   |

### Gauliga Haute-Silésie
| Saisons | Champions            | Vice-champions       |
| 1941-42 | Germania Königshütte | Bismarckhütter SV 99 |
| 1942-43 | Germania Königshütte | TuS Lipine           |
| 1943-44 | Germania Königshütte | TuS Lipine           |

## Classements dans le Gauliga de 1933 à 1944

### Gauliga Silésie
| Club                         | 1934 | 1935 | 1936 | 1937 | 1938 | 1939 | 1940 | 1941 |
| ---------------------------- | ---- | ---- | ---- | ---- | ---- | ---- | ---- | ---- |
| Beuthener SuSV 09            | 1    | 3    | 3    | 1    | 10   |      | 3    | 8    |
| SpVgg Breslau 02             | 2    | 7    | 5    | 3    | 2    | 4    | 4    | 5    |
| Hertha Breslau               | 3    | 9    |      | 8    | 4    | 3    | 3    | 7    |
| Vorwärts-Rasensport Gleiwitz | 4    | 1    | 1    | 2    | 1    | 1    | 1    | 1    |
| Vorwärts Breslau             | 5    | 2    | 8    | 7    | 9    |      |      | 10   |
| SpVgg Ratibor 03             | 6    | 4    | 7    | 10   |      | 6    | 6    |      |
| SC Preußen Hindenburg        | 7    | 8    | 2    | 6    | 3    | 2    | 2    | 6    |
| Breslauer FV 06              | 8    | 6    | 4    | 4    | 8    | 8    | 1    | 9    |
| SV Hoyerswerda               | 9    |      |      |      |      |      |      |      |
| STC Görlitz                  | 10   |      |      |      |      |      | 8    |      |
| Deichsel Hindenburg          |      | 5    | 9    |      |      |      |      |      |
| Schlesien Haynau             |      | 10   |      |      |      |      |      |      |
| VfB Gleiwitz                 |      |      | 6    | 9    |      |      |      |      |
| VfB Breslau                  |      |      | 10   |      |      |      | 7    |      |
| Reichsbahn Gleiwitz          |      |      |      | 5    | 6    | 5    | 5    |      |
| SV Klettendorf               |      |      |      |      | 5    | 9    | 5    |      |
| Sportfreunde Klausberg       |      |      |      |      | 7    | 7    | 4    |      |
| 1. FC Breslau                |      |      |      |      |      | 10   | 6    |      |
| ATSV Liegnitz                |      |      |      |      |      |      | 2    |      |
| Germania Königshütte         |      |      |      |      |      |      |      | 2    |
| TuS Schwientochlowitz        |      |      |      |      |      |      |      | 3    |
| 1. FC Kattowitz              |      |      |      |      |      |      |      | 4    |
| VfB Liegnitz                 |      |      |      |      |      |      |      | 11   |
|                              |      |      |      |      |      |      |      |      |

Source:« Gauliga Schlesien », Das deutsche Fussball-Archiv (consulté le 14 avril 2009)
- La saison 1940-1941 ne fut pas achevée. Le Germania Königshütte menait la ligue en ayant joué 19 des 20 matches, mais ce fut le Vorwärts-Rasensport Gleiwitz qui fut déclaré champion. Le club de Gleiwitz était 2e avec deux points de retard, mais il lui restait trois rencontres à disputer.

### Gauliga Basse-Silésie
| Club                   | 1942 | 1943 | 1944 |
| ---------------------- | ---- | ---- | ---- |
| SpVgg Breslau 02       | 1    | 2    | 1    |
| LSV Reinicke Brieg     | 2    | 1    | 2    |
| WSV Liegnitz           | 3    | 7    | 1    |
| Hertha Breslau         | 4    | 5    | 2    |
| Breslauer FV 06        | 5    | 3    | 5    |
| Alemannia Breslau      | 6    | 9    | 3    |
| Reichsbahn Oels        | 7    | 10   | 6    |
| Tuspo Liegnitz         | 8    | 6    | 2    |
| DSV Schweidnitz        | 9    | 4    | 1    |
| Gelb-Weiß Görlitz      | 10   |      |      |
| Immelman Breslau       |      | 8    | 6    |
| STC Hirschberg         |      |      | 1    |
| Vorwärts Breslau       |      |      | 1    |
| Viktoria 95 Breslau    |      |      | 3    |
| Minerva 09 Breslau     |      |      | 4    |
| Union/Wacker Breslau   |      |      | 4    |
| VfB Breslau            |      |      | 5    |
| SC Jauer               |      |      | 3    |
| LSV Lüben              |      |      | 4    |
| LSV Sprottau           |      |      | 5    |
| SG Liegnitz            |      |      | 6    |
| TSV Haynau             |      |      | 7    |
| Preußen Glogau         |      |      | 8    |
| LSV Görlitz            |      |      | 2    |
| Laubaner SV            |      |      | 3    |
| SV Hoyerswerda         |      |      | 4    |
| STC Görlitz            |      |      | 5    |
| Kittlitztreben         |      |      | 6    |
| Preußen Altwasser      |      |      | 2    |
| Silesia Freiburg       |      |      | 3    |
| VfB Glatz              |      |      | 4    |
| Germania Weißenstein   |      |      | 5    |
| Waldenburg 09          |      |      | 6    |
| Sportfreunde Neurode   |      |      | 7    |
| Rot-Weiß Striegau      |      |      | 8    |
| Reichsbahn Dittersbach |      |      | 9    |
| NTSG Gottesburg        |      |      | 10   |

### Gauliga Haute-Silésie
| Club                         | 1942 | 1943 | 1944 |
| ---------------------------- | ---- | ---- | ---- |
| Germania Königshütte         | 1    | 1    | 2    |
| Bismarckhütter SV 99         | 2    | 4    | 3    |
| Vorwärts-Rasensport Gleiwitz | 3    | 5    | 8    |
| TuS Lipine                   | 4    | 2    | 1    |
| Beuthener SuSV 09            | 5    | 6    | 9    |
| TuS Schwientochlowitz        | 6    | 7    | 10   |
| 1. FC Kattowitz              | 7    | 8    | 7    |
| Hindenburg 09                | 8    | 9    |      |
| RSG Myslowitz                | 9    |      |      |
| SC Preußen Hindenburg        | 10   |      | 4    |
| Sportfreunde Knurow          |      | 3    | 6    |
| Adler Tarnowitz              |      | 10   |      |
| Reichsbahn SG Kattowitz      |      |      | 5    |

## Clubs polonais dans la Gauliga Silésie
À partir de 1940, des clubs de la Pologne occupée prirent part aux compétitions du système des Gauligen. 
Ces équipes de la région de Haute-Silésie ne purent participer qu'après avoir germaniser leur appellation et s'être déclarer allemands.
Les clubs suivants germanisèrent leur appellation pour participer au Gauligen:
- Le KS Śląsk Świętochłowice devint le TuS Schwientochlowitz;
- Naprzód Lipiny devint le TuS Lipine;
- L’AKS Chorzów devint le Germania Königshütte;
- Le 1FC Katowice conserva son nom;
- Le  Ruch Chorzów devint le Bismarckhütter SV 99.

Il y eut aussi:
- Le RSG Myslowitz de Mysłowice;
- Le Sportfreunde Knurow de Knurów près de Katowice;
- L’Adler Tarnowitz de Tarnowskie Góry;
- Le Luftwaffe-SV Tarnowitz de Tarnowskie Góry;
- Le Reichsbahn SG Kattowitz de Katowice.

## Sources et liens externes
- The Gauligas Das Deutsche Fussball Archiv (in German)
- Germany - Championships 1902-1945 at RSSSF.com
- Where's My Country? Article en Anglais sur l'histoire des mouvements transfrontaliers des clubs de football, at RSSSF.com
- Die deutschen Gauligen 1933-45 - Heft 1-3 (de) Classements des Gauligen 1933-45, publisher: DSFS